# Ríkini
Ríkini (fr. Richini) był frankijskim mnichem, który nauczał śpiewu i muzyki w Hólarze w Hjaltadalur w XI wieku. Jest to pierwszy znany nauczyciel śpiewu i muzyki na Islandii. Został sprowadzony na Islandię przez Jóna Ögmundssona, pierwszego biskupa Hólaru.